# 奧萊亞斯站
奧萊亞斯站（葡萄牙語：Estação Olaias）是位於里斯本地鐵红线上的地鐵車站。該站位於里斯本市中心東北部奧萊亞斯街區，啟用於1998年5月19日。
美國旅遊網站「BootsnAll」於2012年初評選全世界最美麗的15座地鐵站，奧萊亞斯站排名第12名。

## 圖片集
- 車站入口
- 月台
- 中庭
- 帶自然光的彩色天窗
- 電扶梯